# Nikolái Ruzski
Nikolái Vladímirovich Ruzski (en ruso: Никола́й Влади́мирович Ру́зский; Saligorsk, Imperio ruso, 6 de marzo de 1854-Piatigorsk, Rusia, 18 de octubre de 1918) fue un general ruso activo en la Primera Guerra Mundial.

## Biografía
Su carrera militar antes del estallido de la Primera Guerra Mundial en 1914 le llevó a luchar en la guerra ruso-turca (entre 1877 y 1878) y en la guerra ruso-japonesa, donde fue jefe del Estado Mayor del Segundo Ejército de Manchuria. También desempeñó el cargo de subjefe del Estado Mayor del Distrito Militar de Kiev entre 1896 y 1902.
En agosto de 1914 estaba al mando del Tercer Ejército, y pronto se unió a otras tropas rusas en la batalla de Galitzia. Su mayor logro fue su participación en la defensa de Łódź, en noviembre de 1914. Se le dio el mando de Sexto Ejército en marzo de 1915, pero fue reemplazado por Alekséi Kuropatkin en febrero de 1916 a causa de su excesiva cautela e indecisión. 
Después de la Revolución de Febrero de 1917 renunció a su mando y se fue al sur a la región del Cáucaso, donde se unió a otros generales prozaristas. Capturado por los bolcheviques el 11 de septiembre de 1918 en Yessentuki, fue ejecutado junto con los últimos oficiales leales al zar en Piatigorsk.